# Distretto di Tajynša
Il distretto di Tajynša (in kazako: Тайынша ауданы) è un distretto (audan) del Kazakistan con  capoluogo Tajynša.